# Williamson Lake
Williamson Lake är en sjö i Kanada.   Den ligger i provinsen British Columbia, i den södra delen av landet, 3 400 km väster om huvudstaden Ottawa. Williamson Lake ligger 1 655 meter över havet.
I omgivningarna runt Williamson Lake växer i huvudsak barrskog. Runt Williamson Lake är det mycket glesbefolkat, med 4 invånare per kvadratkilometer.